# Liefde's misdaden
Liefde's misdaden (Les Crimes de l'Amour) is een erotische en filosofische verhalenbundel van de Markies de Sade, uitgebracht in 1800.
De bundel bevat een elftal verhalen van de Franse schrijver (1740-1814), waarin de sfeer opgeroepen wordt van het Frankrijk van vóór de revolutie, voorafgegaan door het essay "Gedachte over de romans" en gevolgd door het antwoord van De Sade op de door een Franse journalist gepubliceerde kritiek.
De Sade is vooral bekend om zijn grote sensationele boeken, maar tijdens zijn leven verschenen deze in anonieme of clandestiene edities. Terwijl hij in de gevangenis werd vastgehouden en opgesloten in de inrichting van Charenton, besloot hij zijn 'filosofische' roman Aline et Valcour te vervolgen met geschriften die voor het grote publiek toegankelijker waren. Hij wilde bewijzen dat hij geen pornograaf was, maar een moralist, zoals Voltaire en andere tijdgenoten. In Liefde's misdaden stelt De Sade dat liefde vaak kan leiden tot misdaad en van daaruit tot straf.

## Synopsis
Wie anders dan de markies de Sade zou niet over de pijn, tragedie en vreugde van liefde schrijven, maar over haar misdaden? Moord, verleiding en incest behoren tot de wrede beloningen voor onbaatzuchtige liefde in zijn verhalen; tragedie, wanhoop en dood zijn de onvermijdelijke uitkomst.

## Vertalingen in het Nederlands
- Liefde's misdaden. Heroïsche en tragische verhalen. Vertaling Hans Warren en Gemma Pappot. Bert Bakker, 1970
- Misdaden van liefde. Vertaling Gerardo Haro. Independently Published, 2021